# (20539) Gadberry
(20539) Gadberry (1999 RT86) – planetoida z pasa głównego asteroid okrążająca Słońce w ciągu 4,84 lat w średniej odległości 2,86 j.a. Odkryta 7 września 1999 roku.